# International America's Cup Class

L'America's Cup simbolo della classe

Lo IACC (International America's Cup Class) è un tipo di imbarcazione a vela specifico per le competizioni di America's Cup.
È un monoscafo monoalbero con lunghezza di circa 25 metri, con limiti di tolleranza compresi tra 23 e 25,5 metri. La regola di stazza IACC ammette un range di “dspl” variabile da 16.000 kg a 25.000 kg con imbarcazione a vuoto. Quando si considera l'assetto in navigazione, con il carico di 16 persone di equipaggio e il rappresentante dell'armatore, vele e accessori, il dislocamento complessivo permesso dal regolamento è di circa 27.500 kg.
La zavorra costituisce circa il 70% del dislocamento. In bolina la superficie velica è di circa 340 metri quadrati, che può salire a 680 metri quadrati in andatura di poppa considerando la randa e lo spinnaker o il gennaker. Prestazioni ottimali di uno scafo ACC sono ottenute con vento reale compreso tra gli 8 e i 20 nodi.
{\displaystyle {\frac {L+1.25\times {\sqrt {V}}-9.8\times {\sqrt[{3}]{D}}}{0.686}}\leq 24.000\,metri}
- L: lunghezza in metri
- V: superficie velica in metri quadri
- D: dislocamento in metri cubi

I progettisti sono sempre impegnati nella ricerca dei valori migliori di L, V e D, in modo da incrementare le prestazioni senza violare i limiti imposti dal regolamento.

## Storia
La classe IACC fu introdotta come unica classe di imbarcazioni utilizzabile per competere alla Louis Vuitton Cup e all'America's Cup nell'edizione del 1992 della competizione. Si decise per un blindamento della classe a causa della disputa occorsa nella precedente edizione del 1988.
In quell'anno, infatti, si ebbe uno dei momenti più cupi della storia della Coppa delle Cento Ghinee. A disputarsi il titolo furono New Zealand, un monoscafo di 90 piedi, nel ruolo di challenger, e Stars and Stripes, nel ruolo di defender, un catamarano di soli 60 piedi.
La controversia nacque a causa di Michael Fay, l'armatore di New Zealand, che in base al deed of gift pretese di regatare con l'enorme monoscafo.
Al kiwi rispose lo yacht club defender di San Diego, mettendo in acqua il suddetto catamarano. Apparve subito ovvio che una sfida tra scafi così diversi non avesse senso. Tant'è che Stars and Stripes vinse per 2 a 0 su New Zealand, con distacchi superiori ai 18 minuti nella prima regata e addirittura ai 21' nella seconda.
Così, dopo due anni di dispute legali e di strascichi in tribunale, si decise di stabilire una classe uniforme e unica da utilizzare per la competizione. Una serie di riunioni di specialisti concepì quindi la classe IACC (International America's Cup Class), un misto di tecnologia ed alta spettacolarità.
Dal 2003 ci si riferisce alla classe IACC con la semplice sigla di ACC, America's Cup Class.

## Curiosità
Per dare un'idea della necessità di regolamentare gli scafi per la competizione, basti ricordare la frase detta da Dennis Conner, skipper del catamarano americano Stars & Stripes, rivolta al progettista di New Zealand Bruce Farr: "Get off the stage. This is for winner. You are a loser. You're full of shit" (Vattene dal palco. È per i vincitori. Tu sei un perdente. Tu sei pieno di merda).
Agli organizzatori parve ovvio che era necessario impedire queste "cadute di stile" modernizzando e riequilibrando il regolamento.